# Ludwig Poullain
Ludwig Poullain (* 23. Dezember 1919 in Lüttringhausen; † 10. Februar 2015 in Münster) war ein deutscher Bankmanager. Er war von 1969 bis 1977 Vorstandsvorsitzender der WestLB und von 1967 bis 1972 Präsident des Deutschen Sparkassen- und Giroverbandes (DSGV).

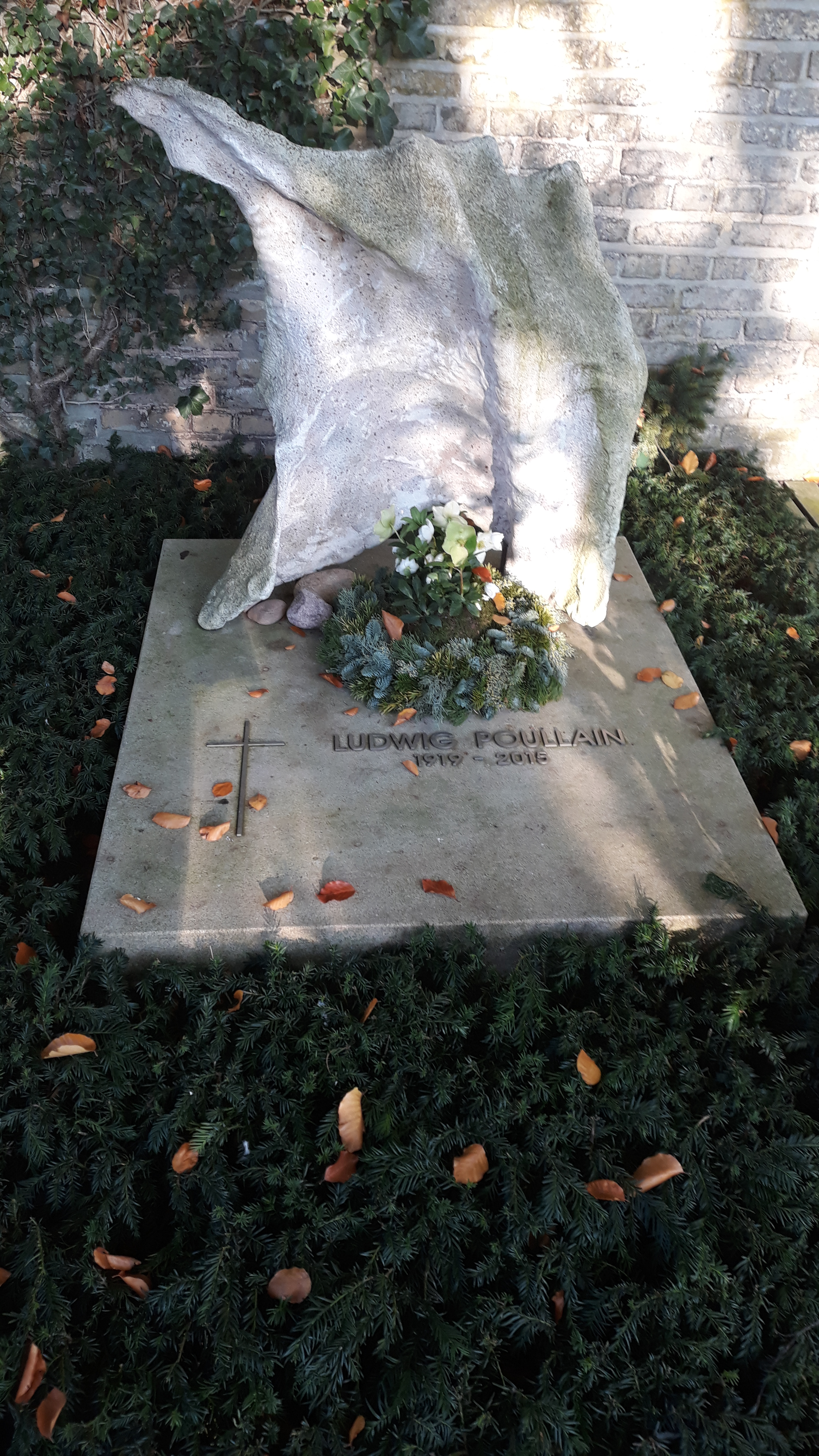
Das Grab von Ludwig Poullain auf dem Zentralfriedhof Münster.

## Leben
Ludwig Poullain wurde in Lüttringhausen, jetzt Stadt Remscheid, als dritter Sohn eines Bäckermeisters geboren. Nach Abschluss des Realgymnasiums begann er 1937 eine Sparkassenlehre bei der Stadtsparkasse Remscheid. Mit Beginn des Zweiten Weltkrieges 1939 wurde er Soldat; bei Kriegsende war er Oberleutnant. Ab 1950 wurde er Verbandsprüfer beim Rheinischen Sparkassen- und Giroverband. Weitere Stationen seiner Karriere waren ab 1955 Vorstandsmitglied bei der Stadt-Sparkasse Solingen und ab 1958 Vorstandsvorsitzender bei der Kreissparkasse Recklinghausen.
1964 wechselte er zur „Landesbank für Westfalen Girozentrale“ in Münster, deren Generaldirektion er 1966 übernahm. Am 1. Januar 1969 vereinigte sich die Landesbank für Westfalen Girozentrale mit der „Rheinischen Girozentrale und Provinzialbank“ in Düsseldorf zur „Westdeutschen Landesbank Girozentrale“ (WestLB) mit Sitz in Düsseldorf und Münster. Damit entstand in Nordrhein-Westfalen die damals größte Bank in Deutschland. Poullain war ihr erster Vorstandsvorsitzender.
Poullain widmete sich nach dem Rückzug aus der DSGV-Führung dem Ausbau der Marktposition der WestLB. Er stärkte vor allem das Auslandsgeschäft der Bank. Niederlassungen in Luxemburg (1972), London (1973) und New York (1975) wurden eingerichtet. Außerdem ging die WestLB in dieser Zeit zahlreiche Unternehmensbeteiligungen ein (z. B. Preussag oder Gildemeister AG). Im Zuge der Poullain-Affäre (siehe unten) trat er 1977 zurück.
Ludwig Poullain betätigte sich danach als Berater, unter anderem von Max Grundig. Später übernahm er bei mittelständischen Unternehmen Funktionen wie Generalbevollmächtigter oder, zuletzt, Aufsichtsratsvorsitzender der Marseille-Kliniken AG in Hamburg. Er starb am 10. Februar 2015 im Alter von 95 Jahren in seinem Haus im westfälischen Münster.

## Verbandstätigkeit
1967 wurde Poullain zusätzlich zum Präsidenten des Deutschen Sparkassen- und Giroverbands (DSGV) gewählt. 1972 trat er von diesem Amt zurück, weil er seine Strategie zur geschäftlichen Weiterentwicklung der Sparkassenorganisation nicht durchsetzen konnte. Sein Nachfolger beim DSGV wurde Helmut Geiger.

### Karlsruher Sparkassentag 1969
Zwei Jahre nach seinem Amtsantritt als DSGV-Präsident zielte seine auf dem Sparkassentag in Karlsruhe veröffentlichte und diskutierte Strategie auf eine starke und rasche Veränderung der Sparkassenorganisation. Er forderte, die Sparkassen „aus den Klauen der Bevormundung“ der Politik zu befreien. Er sah die Sparkassenorganisation klar in einem sich verschärfenden Wettbewerb mit den Banken. Der Beamtenstatus der Geschäftsleiter und weiterer Mitarbeiter sollte abgeschafft werden. Seine Ideen wurden allerdings sehr schleppend und erst Jahre später umgesetzt. Sein Rücktritt als DSGV-Präsident 1972 war eine Konsequenz aus der langsamen Umsetzung seiner Strategie.

### Umgestaltung des Sparkassenwesens
Die vorgetragene Strategie wurde und wird in der Öffentlichkeit verkürzt auf den von ihm nach eigenen Angaben nie verwendeten Satz „Opas Sparkasse ist tot“. In den Sparkassen sollte ein Prozess professioneller und universaler Geschäftsführung in Gang kommen. Poullain stellte die Weichen in Richtung technische Modernisierung der Sparkassen und Geschäftsausweitung auf neue Produkte.
Poullain forderte später im Zusammenhang mit der Affäre um die Hessische Landesbank (Helaba), Frankfurt am Main, eine Umgestaltung des Sparkassenwesens. Private Hafteinlagen, Zusammenschlüsse zur Landessparkasse oder die Umwidmung zu einer Aktiengesellschaft dürften kein Tabu in der Diskussion sein.

## Poullain-Affäre 1977
1977 wurde in der Öffentlichkeit ein 1972 geschlossener Beratervertrag Poullains mit dem späteren WestLB-Kunden und Unternehmer Franz Josef Schmidt (Konstanz) bekannt. 1 Mio. DM und später noch einmal 100.000 DM hatte Poullain aus diesem Vertrag erhalten. Nachdem Schmidts Ratio-Gruppe in Schieflage geraten war, übernahm die WestLB Ende 1976 seine Schulden in Höhe von ca. 33 Mio. DM. Seine Kreditwürdigkeit war von Ludwig Poullain selbst geprüft und bestätigt worden. Als Schmidt wegen Verdachts auf Konkursstraftaten in Untersuchungshaft kam, bezahlte die WestLB die Kaution in Höhe von 3 Mio. DM. Der Beratervertrag war von Ludwig Poullain nicht verheimlicht und auch ordnungsgemäß versteuert worden, wie sich später herausstellte. Allerdings hatte er die Eigentümer der WestLB nicht informiert, diese hatten erst durch das Ermittlungsverfahren davon erfahren.
Am 23. Dezember 1977 trat Ludwig Poullain vom Amt als Vorstandsvorsitzender der WestLB zurück. Die WestLB sprach am 17. Januar 1978 eine fristlose Kündigung gegen Poullain wegen grober Pflichtverletzung aus. Der nordrhein-westfälische Finanzminister Friedrich Halstenberg (SPD) trat am selben Tag zurück. Halstenberg war Vorsitzender des WestLB-Verwaltungsrats. Im Umfeld Poullains wurde die Auffassung vertreten, dass es eine Rolle gespielt habe, dass Ludwig Poullain zuvor dem Ministerpräsidenten Heinz Kühn (SPD) gegenüber standfest geblieben war. Kühn hatte Poullain gebeten, in der Öffentlichkeit künftig kritische Sätze zur Wirtschaftspolitik des damaligen Bundeskanzlers Helmut Schmidt (SPD) zu unterlassen. Poullain verweigerte sich dem Ansinnen und pochte auf sein Recht auf freie Meinungsäußerung.
Die Poullain-Affäre beschäftigte die Gerichte. Am 13. Juli 1979 endete die Berufungsverhandlung vor dem Oberlandesgericht Düsseldorf wegen Erfüllung seines Abfindungsvertrags zugunsten Poullains. Im Strafverfahren wegen Betrugs und Untreue sprach ihn das Landgericht Münster am 16. November 1981 in allen Anklagepunkten frei. Poullain habe nicht als „Amtsträger“ gehandelt und den umstrittenen Beratervertrag somit schließen dürfen. Der Freispruch wurde später vom Bundesgerichtshof bestätigt. Allerdings sahen die Richter in dem Handeln des Angeklagten „eine objektiv unerlaubte Vorteilsannahme“. Dennoch bestätigten sie den Freispruch, da der Angeklagte subjektiv geglaubt hatte, rechtmäßig zu handeln, und somit der Tatvorsatz nicht gegeben sei. Für ähnliche künftige Fälle komme allerdings ein „Freispruch mit dieser Begründung nicht mehr in Betracht. Nach der jetzigen Entscheidung des BGH kann vielmehr für die Vorstände von öffentlich-rechtlichen Unternehmungen wie der WestLB nicht mehr zweifelhaft sein, daß sie sich strafrechtlich als Beamte bzw. Amtsträger behandeln lassen müssen.“

## Ungehaltene Rede 2004
Im Juli 2004 geriet Ludwig Poullain erneut in die Schlagzeilen der Wirtschaftspresse. Er hatte sich bereit erklärt, zur Verabschiedung des Vorstandschefs der Norddeutschen Landesbank Manfred Bodin einen Vortrag zu halten. Die geplante Rede über „Bank und Ethos“ wurde kurzfristig abgesagt, nachdem der Redetext mit zahlreichen Kritikpunkten am bestehenden deutschen Bankwesen bekannt geworden war und der Verfasser nicht bereit war, umstrittene Passagen zu ändern. Poullain redete dem Wert der Redlichkeit unter Bankern das Wort und zeigte in seiner Philippika den Unterschied zwischen einem „Banker“ und einem „Bankier“ auf.
Die ursprünglich für einen kleineren Kreis geschriebene Rede wurde daraufhin unter der Überschrift „Ungehaltene Rede eines ungehaltenen Mannes“ am 16. Juli 2004 in voller Länge in der Frankfurter Allgemeinen Zeitung veröffentlicht.

## Nachwirkung
Von Ludwig Poullain stammt die auf dem Karlsruher Sparkassentag veröffentlichte Strategie zur Öffnung der Sparkassenorganisation. Er hat mit der Umgestaltung der WestLB von einer Girozentrale zu einer international tätigen Geschäftsbank wesentlich dazu beigetragen, dass die Sparkassenorganisation den Wettbewerb mit den Groß- und Privatbanken sowie den Genossenschaftsbanken intensiviert hat. Die davor vorhandene Abgrenzung der Geschäftsfelder zwischen den Bankengruppen wurde aufgegeben. Die Sparkassen und Landesbanken haben gezielt Geschäftsfelder der Großbanken zu ihren eigenen gemacht. Langfristig entwickelte sich durch diese Umgestaltung und durch die spätere Öffnung der Großbanken hin zum Geschäft mit Privatkunden der Gruppenwettbewerb in der deutschen Kreditwirtschaft. Die von Poullain bereits 1969 geforderte Abschaffung der Staatshaftung für Sparkassen und Landesbanken wurde 2005 im Rahmen der Brüsseler Konkordanz umgesetzt.

## Werke
- Gefährdete Wirtschaftsordnung, Deutsche Weltwirtschaftsgesellschaft, Berlin 1974
- Die Sparkassenorganisation, Knapp, Frankfurt/M. 1972
- Tätigkeitsbericht, Seewald, Stuttgart-Degerloch 1979, ISBN 3-5120-0532-2 (Biographie)
- Ungehaltene Rede, in: Frankfurter Allgemeine Zeitung 163 (2004) vom 16. Juli 2004, S. 9